# ضريبة الدخل
ضريبة الدخل هي ضريبة مباشرة تفرض على الأشخاص (سواء أكانوا أشخاص طبيعيين أو معنويين كالشركات)الذين يمارسون المهن والنشاطات (التجارة، الخدمات...الخ) والذين يزيد دخلهم عن مقدار معين من المال في السنة. حيث تقوم الدولة باقتطاع جزء من أرباح الأشخاص إذا زاد عن حد معين.
قد يزيد معدل الضريبة مع زيادة الدخل الخاضع للضريبة (يشار إليه بمعدلات تدريجية أو تصاعدية). عادة ما تُعرف الضريبة المفروضة على الشركات باسم ضريبة الشركات وتُفرض بسعر موحد، أما الأفراد فيخضعون للضرائب بمعدلات مختلفة حسب النطاق الذي يقعون فيه. إضافة إلى ذلك، تفرض الضرائب على شركات الشراكة بسعر ثابت. تعفي معظم السلطات المنظمات الخيرية المنظمة محليًا من الضرائب. قد تخضع أرباح رأس المال للضريبة بمعدلات مختلفة عن الإيرادات الأخرى.
الدخل الخاضع للضريبة لدافعي الضرائب المقيمين في مقاطعة معينة أو بلد معين هو إجمالي الدخل مطروحًا منه النفقات المنتجة للدخل والخصومات الأخرى. بشكل عام، يُضمّن في الدخل فقط صافي الربح من بيع الممتلكات، بما في ذلك السلع المحتفظ بها للبيع. عادة ما يشمل دخل المساهمين في الشركة توزيعات الأرباح من الشركة. تشمل الخصومات عادةً جميع نفقات إنتاج الدخل أو نفقات الأعمال بما في ذلك مخصصات تعويض تكاليف أصول الأعمال. تسمح العديد من السلطات بخصومات افتراضية للأفراد، وقد تسمح بخصم بعض النفقات الشخصية. معظم السلطات إما لا تفرض ضريبة على الدخل المكتسب خارج نطاقها سلطتها أو تسمح بخصم الضرائب التي يدفعها المكلف لسلطات أخرى على هذا الدخل. تُفرض ضرائب على غير المقيمين على أنواع معينة فقط من الدخل من مصادر تقع ضمن نطاق السلطة جابية الضرائب، مع وجود استثناءات قليلة.
تتطلب معظم السلطات التقييم الذاتي للضريبة وتطلب من دافعي بعض أنواع الدخل حجب الضريبة عن تلك المدفوعات. قد تكون هناك حاجة ليسدد دافعوا الضرائب المتوجبات الضريبية عليهم بشكل مسبق. يخضع دافعو الضرائب الذين لا يسددون الضرائب المستحقة في الوقت المناسب لعقوبات كبيرة قد تشمل السجن للأفراد أو إلغاء الوجود القانوني للشركات.

## تاريخها
يعتبر مفهوم فرض الضرائب على الدخل ابتكارًا حديثًا ويفترض تحقيق بعض الشروط بشكل مسبق: أن يكون الاقتصاد مبنيًا على النقود وأن تكون الحسابات دقيقة بالحد الأدنى، وأن تكون الإيصالات مفهومة للأطراف المعنية بالضريبة، كما يفترض وجود نفقات وأرباح ووجود مجتمع منظم بسجلات موثوقة.
بالنسبة لمعظم تاريخ الحضارة، لم تكن هذه الشروط المسبقة قائمة، وكانت الضرائب تستند إلى عوامل أخرى. كانت الضرائب تُفرض على الثروة والموقع الاجتماعي وملكية وسائل الإنتاج (الأراضي والعبيد). توجد ممارسات مثل العشارية، أو تقديم الثمار الأولى منذ العصور القديمة، ويمكن اعتبارها مقدمة لضريبة الدخل، لكنها تفتقر إلى الدقة وبالتأكيد لم تستند إلى مفهوم الزيادة الصافية.

## أمثلة مبكرة
تُنسب ضريبة الدخل الأولى بشكل عام إلى مصر القديمة. في الأيام الأولى للجمهورية الرومانية، كانت الضرائب العامة تتكون من تقييمات متواضعة على الثروة والممتلكات. كان معدل الضريبة يبلغ في الظروف العادية 1% ويرتفع أحيانًا إلى 3% في حالات مثل الحرب. فرضت هذه الضرائب المتواضعة على الأراضي والمنازل والعقارات والعبيد والحيوانات والأغراض الشخصية والثروة النقدية. كلما امتلك الشخص أكثر، كلما دفع ضرائب أكثر. كانت الضرائب تُجمع من الأفراد.
عام 10 ميلادي، فرض الإمبراطور وانغ مانغ من أسرة شين ضريبة دخل غير مسبوقة بمعدل 10% من الأرباح على المهنيين والعمال المهرة. أطيح به بعد 13 عامًا، أي عام 23 ميلادي، واستُعيدت السياسات السابقة خلال عهد أسرة هان التي أعيد تأسيسها.
إحدى أولى الضرائب المسجلة على الدخل كانت عشور صلاح الدين الأيوبي التي أدخلها هنري الثاني عام 1188 لجمع الأموال للحملة الصليبية الثالثة. طالب العشر بفرض ضريبة على كل شخص عادي في إنجلترا وويلز على عُشر دخله الشخصي وممتلكاته المنقولة.

### العصر الحديث

#### المملكة المتحدة
من المقبول عادة اعتبار أن تاريخ فرض ضريبة الدخل الحديثة كان عام 1799، بناءً على اقتراح هنري بيك، عميد بريستول المستقبلي. أدخل رئيس الوزراء وليام بيت الأصغر ضريبة الدخل هذه إلى بريطانيا العظمى في ديسمبر 1798 ليتمكن من دفع ثمن الأسلحة والمعدات للحرب الثورية الفرنسية. بدأت ضريبة الدخل المتدرجة الجديدة (التصاعدية) لبيت عند فرض ضرائب تبلغ 2 بنس قديم على الجنيه (1/120) على المداخيل التي تزيد عن 60 جنيه إسترليني (ما يعادل 6400 جنيه إسترليني عام 2019)، وزادت لتبلغ بحدها الأقصى 2 شلن للجنيه (10%) على الدخل الذي يزيد عن 200 جنيه إسترليني. كان بيت يأمل في أن تجمع ضريبة الدخل الجديدة 10 ملايين جنيه إسترليني سنويًا، لكن الإيرادات الضريبية الفعلية لعام 1799 بالكاد تجاوزت 6 ملايين جنيه إسترليني.
فُرضت ضريبة دخل بيت منذ عام 1799 حتى عام 1802 عندما ألغاها هنري أدينغتون خلال فترة سلام أميان. تولى أدينغتون منصب رئيس الوزراء عام 1801، بعد استقالة بيت بسبب التحرر الكاثوليكي. أعاد أدينغتون إدخال ضريبة الدخل عام 1803 عندما استؤنفت الأعمال العدائية مع فرنسا، لكنهت ألغيت مرة أخرى عام 1816، بعد عام واحد من معركة واترلو. أراد معارضو الضريبة، الذين اعتقدوا أنه يجب استخدامها لتمويل الحروب فقط، تدمير جميع سجلات الضريبة عند إلغائها. حرق وزير الخزانة السجلات علنًا، لكن محكمة الضرائب احتفظت بنسخ منها في قبوها.
في المملكة المتحدة لبريطانيا العظمى وأيرلندا، أعاد السير روبرت بيل إدخال ضريبة الدخل بموجب قانون ضريبة الدخل لعام 1842. كان بيل، وهو سياسي منتمي لحزب المحافظين، يعارض ضريبة الدخل خلال الانتخابات العامة عام 1841، لكن عجز الميزانية المتنامي يتطلب مصدرًا جديدًا الأموال. فُرضت ضريبة الدخل الجديدة، بناءً على نموذج أدينغتون، على المداخيل التي تتجاوز 150 جنيه إسترليني (ما يعادل 14.225 جنيه إسترليني عام 2019). على الرغم من أن هذا الإجراء كان يهدف بداية ليكون مؤقتًا، إلا أنه سرعان ما أصبح عنصرًا أساسيا في نظام الضرائب البريطاني.
شُكّلت لجنة عام 1851 برئاسة جوزيف هيوم لدراسة الضريبة والتحقيق فيها، لكنها فشلت في التوصل إلى توصية واضحة. على الرغم من الاعتراض الصاخب، احتفظ وليام غلادستون، وزير الخزانة عام 1852، بضريبة الدخل التصاعدية، ووسع نطاقها لتغطية تكاليف حرب القرم. بحلول ستينيات القرن التاسع عشر، أصبحت الضريبة التصاعدية عنصرًا مقبولًا وإن على مضض في النظام المالي الإنجليزي.

#### الولايات المتحدة
فرضت الحكومة الفيدرالية الأمريكية أول ضريبة دخل شخصية في 5 أغسطس 1861، للمساعدة بدفع تكاليف الحرب الأهلية الأمريكية. ألغيت هذه الضريبة واستبدلت بضريبة دخل أخرى عام 1862. مُررت أول ضريبة دخل في وقت السلم عام 1894 من خلال تعرفة ويلسون غورمان.  كانت معدلات الضريبة تبلغ 2% على المداخيل التي تفوق 4000 دولار (ما يعادل 118000 دولار في 2019)، ما يعني أن أقل من 10% من الأسر كانت مشمولة بها. كان الغرض من ضريبة الدخل هو تعويض الإيرادات التي ستفقدها الخزينة جراء خفض التعريفات. قضت المحكمة العليا للولايات المتحدة بأن ضريبة الدخل غير دستورية، وكان التعديل العاشر يحظر أي سلطات لم تُكر في دستور الولايات المتحدة، ولا توجد أي سلطة لفرض أي ضريبة غير الضريبة عبر التقسيم.
عام 1913، جعل التعديل السادس عشر لدستور الولايات المتحدة ضريبة الدخل أداة ثابتة في النظام الضريبي الأمريكي. في السنة المالية 1918، تجاوز مجموع الإيرادات الداخلية السنوية لأول مرة عتبة المليار دولار، ليرتفع الرقم إلى 5.4 مليار دولار بحلول عام 1920. اختلف مقدار الدخل المحصل عبر ضريبة الدخل بشكل كبير، ليتراوح بين 1% في أيام ضريبة الدخل الأمريكية الأولى، إلى أكثر من 90% خلال الحرب العالمية الثانية.